# All Time Low
All Time Low est un groupe de pop punk américain, originaire de Tawson, Maryland, dans la banlieue de Baltimore. Formé en 2003, le groupe se compose actuellement du chanteur et guitariste Alex Gaskarth, du guitariste principal et chanteur Jack Barakat, du bassiste Zack Merrick et du batteur Rian Dawson. À l'origine formé sous le nom de NeverReck, les membres décideront de changer pour All Time Low à la suite des paroles d'une chanson de New Found Glory, intitulée Head on Collision. Durant ses quinze années d'existence, le groupe a effectué plusieurs tournées et participé à de nombreux festivals en tant que tête d'affiche, tels que Warped Tour, Reading and Leeds et Soundwave.
Depuis leurs premiers EP, The Three Words to Remember in Dealing with the End, sorti en 2004 et Put Up or Shut Up en 2006, ils ont réalisé huit albums studio : The Party Scene en 2005, So Wrong, It's Right en 2007, Nothing Personal en 2009, Dirty Work en 2011, Don't Panic en 2012, Future Hearts en 2015, Last Young Renegade en 2017 et Wake Up, Sunshine en 2020.

## Biographie

### Formation etThe Party Scene(2003–2006)

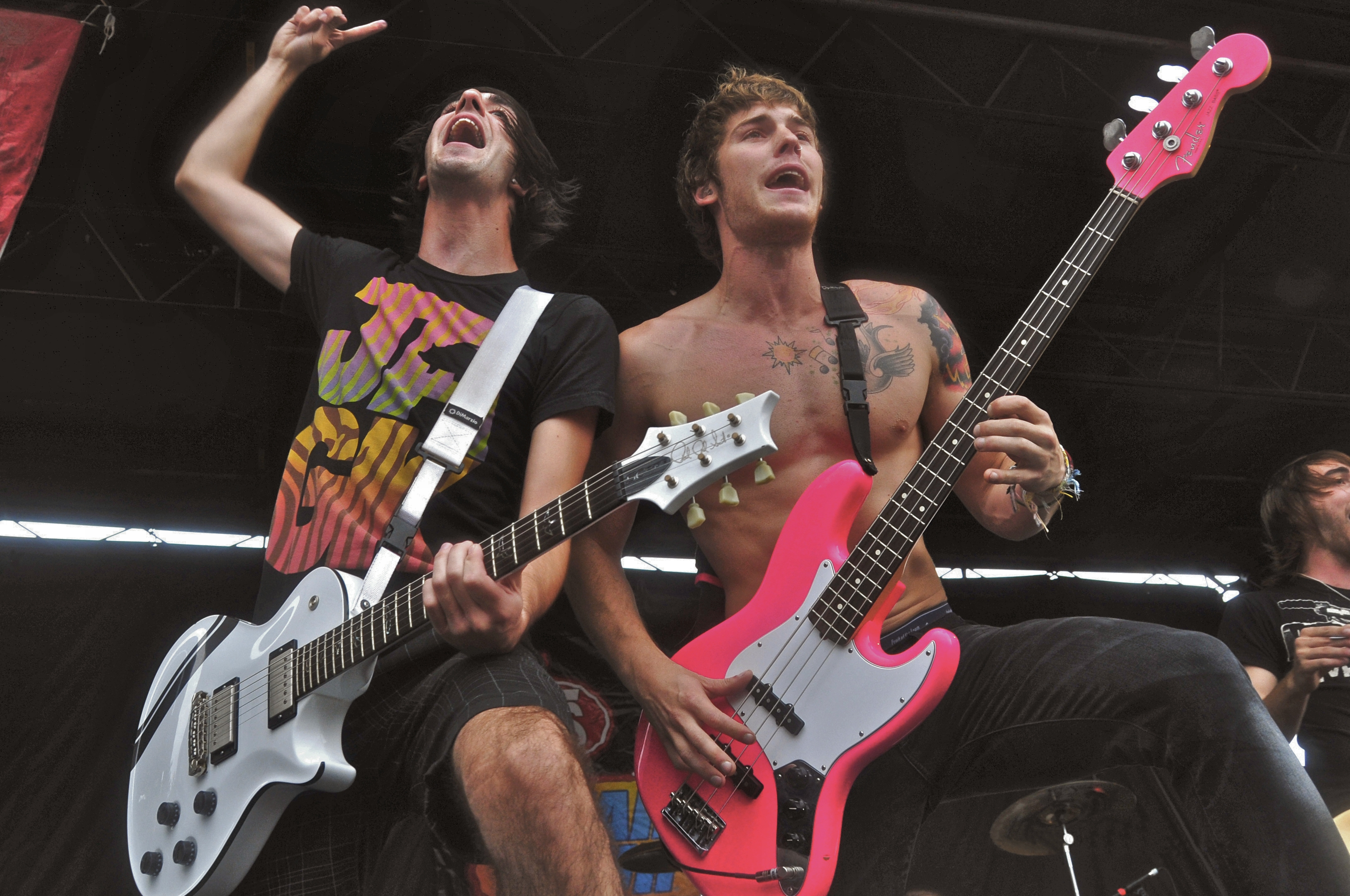
Jack Barakat et Zachary Merrick, sur scène au Warped Tour, le 21 juillet 2009.

Formé lors de leurs études au lycée en 2003, All Time Low débute avec des reprises de chansons produites par des groupes punk tels que Blink-182. Leur première chanson est orientée emo. Ils ont par la suite l'opportunité de signer avec le label discographique Emerald Moon Records en 2004, et font paraître leur premier EP, intitulé The Three Words to Remember in Dealing with the End plus tard la même année. Le groupe fait ensuite paraître son premier album studio, The Party Scene, en juillet 2005.
Toujours au lycée en 2006, All Time Low signe avec un autre label, Hopeless Records, qui les repère lors d'une tournée avec d'autres groupes. Le groupe décide de passer aux choses sérieuses durant leur dernière année d'études, avant de commercialiser leur EP intitulé Put Up or Shut Up en juillet 2006. L'EP atteint la 20e place du classement Independent Albums et la 12e place du Top Heatseekers. All Time Low débute ensuite une tournée promotionnelle pour leur EP fin 2006. Après la tournée, ils débutent l'enregistrement de leur second album studio.

### So Wrong, It's Right(2006–2007)

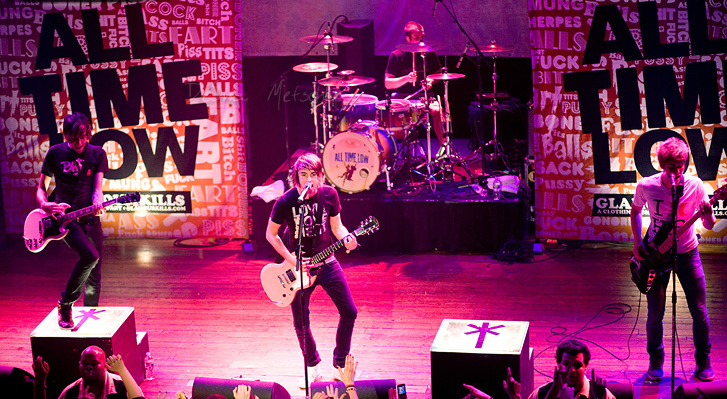
All Time Low au AP Tour, House of Blues, à Chicago, en 2008.

En été 2007, All Time Low participe au Vans Warped Tour sur le Smartpunk Stage. Ils partent ensuite en tournée fin 2007 au Royaume-Uni en soutien à Plain White T's. All Time Low fait paraître son second album studio, So Wrong, It's Right en septembre 2007, atteint la 62e place au Billboard 200 et la 6e place aux Independent Albums. Le second single de l'album, Dear Maria, Count Me In, devient le premier single du groupe à atteindre les classements musicaux, à la 86e place du Pop 100. En 2011, le single est certifié disque d'or pour 500 000 exemplaires vendus aux États-Unis,.
Début 2008, le groupe achève les tournées Manwhores et Open Sores Tour aux côtés d'Every Avenue,Mayday Parade, et Just Surrender (en),. Après la parution de So Wrong, It's Right, All Time Low gagne rapidement en popularité, puis fait ses débuts au TRL le 12 février 2008. Ils font également leur apparition dans des vidéoclips sur MTV. Le 7 mars 2008, le groupe fait sa première apparition télévisée au Jimmy Kimmel Live! et joue en live pour les mtvU Woodie Awards.
De mars à mai 2008, ils participent au AP Tour 2008 avec The Rocket Summer ; soutien à des groupes comme The Matches, Sonny Moore, et Forever the Sickest Kids. En mai 2008, ils participent au Give It a Name Festival. Également en mai 2008, ils participent à la tournée britannique du Cobra Starship. En juillet 2008, le groupe participe au Shortest Tour Ever avec Hit the Lights, Valencia, et There for Tomorrow (en). De mi-juillet à mi-août, ils jouent au Vans Warped Tour en 2008. En décembre 2008, All Time Low est nommé « groupe de l'année » par le magazine Alternative Press et est présenté en couverture dans son édition de janvier 2009.

### Nothing Personal(2009–2010)

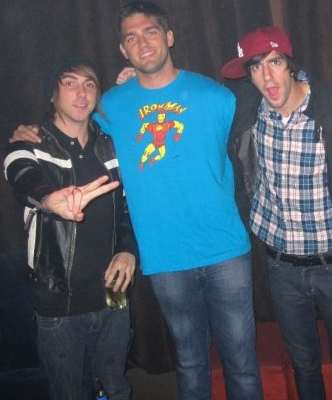
Gaskarth, le réalisateur Cole Dabney et Barakat, après leur concert à Austin, au Texas en 2009.

Début 2009, All Time Low confirme lors d'une entrevue au magazine Rock Sound, l'écriture de leur troisième album. Pendant l'écriture, All Time Low débute quelques enregistrements en janvier 2009, puis termine un mois après. Ce troisième album, intitulé Nothing Personal est commercialisé en juin 2009. Cependant, avant sa parution officielle, l'album est disponible dans son intégralité sur The Leak du site MTV,. Le magazine Billboard prédit une entrée de l'album au Billboard 200 après une semaine de parution avec entre 60 000 et 75 000 exemplaires vendus. Nothing Personal débute quatrième au Billboard avec 63 000 exemplaires vendus.
Ils participent à la tournée Believers Never Die Tour Part Deux des Fall Out Boy au printemps 2009, aux côtés de Metro Station, Cobra Starship, et Hey Monday. All Time Low annonce également des dates de tournées australiennes et japonaises pour mi-2009 avec Set Your Goals. Le groupe effectue également dix dates de tournée avec We the Kings, Cartel et Days Difference. Ils participent au Warped Tour 2009 dès le 19 juillet jusqu'à la fin officielle de la tournée, puis au Voodoo Experience 2009, avec Eminem, Kiss et The Flaming Lips. All Time Low have achève sa tournée européenne qui s'est déroulé en hiver 2009, avec The Audition et The Friday Night Boys. All Time Low participe également à la première édition du Glamour Kills Tour avec We The Kings, Hey Monday, et The Friday Night Boys. All Time Low annonce en novembre 2009 leur signature avec le label Interscope Records. Un mois plus tard, le groupe est récompensé dans la catégorie « meilleur groupe pop punk » aux Top In Rock Awards. En mai 2010, All Time Low fait paraître son premier album live intitulé Straight to DVD.

### Dirty Work(2011)

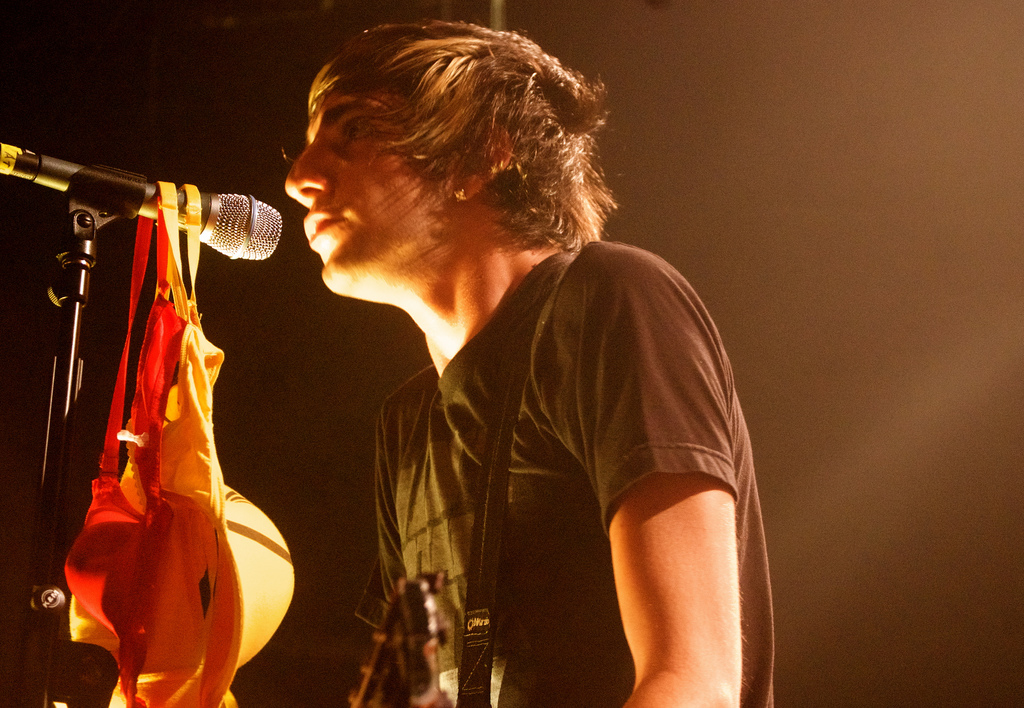
Le guitariste Jack Barakat, en novembre 2008.

All Time Low revient en janvier et février 2010 pour le Relentless Tour 2010 avec The Blackout, The Sounds, My Passion (en) et Young Guns. Ils jouent ensuite en Europe. All Time Low revient en Australie en février et mars pour le festival Soundwave. All Time Low participe au Bamboozle Roadshow 2010 entre mai et juin, avec Boys Like Girls, Third Eye Blind, et LMFAO, parmi d'autres groupes de soutien comme Good Charlotte, Forever The Sickest Kids, Cartel, et Simple Plan. Le 15 mars 2010, All Time Low fait paraître le titre Painting Flowers de l'album Almost Alice (la bande originale du film Alice au pays des merveilles. Ils débutent ensuite l'écriture de leur quatrième album studio, pour la première fois au label Interscope Records. Lors d'une interview avec Brendan Manley d'Alternative Press, Alex Gaskarth annonce que, désormais, le groupe sera rejoint par un troisième guitariste lors des concerts, du nom de Matt Colussy, qui officiait auparavant dans le groupe The Morning Light.
Au printemps 2011, All Time Low embarque à la tournée promotionnelle de leur album Dirty Work avec Yellowcard, Hey Monday, et The Summer Set. Ils sont rejoints par Yellowcard et Young Guns durant leur tournée au Royaume-Uni, peu après. All Time Low conclut durant l'été 2011 au Gimme Summer Ya Love Tour avec Mayday Parade, We Are the in Crowd, The Starting Line, Bright, et The Cab. En septembre 2011, le groupe est prévu pour le Soundwave Revolution en Australie.

### Don't Panic(2012 - 2014)

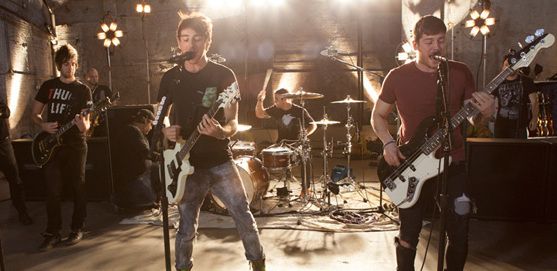
All Time Low, sur scène en 2012.

Le groupe revient au Royaume-Uni le 12 janvier 2012  pour une tournée avec The Maine et We Are The In Crowd. En mai 2012, All Time Low quitte leur label Interscope Records et fait paraître leur nouvelle chanson The Reckless and the Brave le 1er juin sur leur site officiel. Le groupe annonce un nouvel album prévu pour 2012.
Le 3 juillet 2012, All Time Low révèle le renouvellement de leur contrat avec le label Hopeless Records et un nouvel album pour mi-2012. Le 27 septembre, All Time Low fait paraître Outlines avec Jason Vena d'Acceptance.
Le 16 mars 2013, Matt Colussy, qui jouait de la guitare avec All Time Low lors des concerts, quitte le groupe. C'est Bryan Donahue, ancien bassiste du groupe Boys Like Girls, qui le remplace,,.
Le 27 octobre 2013, Alternative Press annonce que Matt Flyzik, le tour manager d'All Time Low depuis 2006, qui faisait également les chœurs pendant les concerts, a quitté le groupe.
En septembre, ils sortent une nouvelle version de leur nouvel album, renommée Don't Panic: It's Longer Now!. Celle-ci comprend en plus de l'album original, quatre versions acoustiques de titre de l'album mais aussi quatre nouveaux titres dont un duo avec Vic Fuentes sur le titre A Love Like War. 

### Future Hearts(2015 - 2016)
Le 11 janvier 2015, Something's Gotta Give, leur nouveau single, sort et le groupe annonce la sortie de leur nouvel album Future Hearts avec le producteur John Feldman. Ils sortent un deuxième titre, Kids In The Dark, le 9 mars 2015. L'album Future Hearts sortira le 3 avril 2015 et contient des featurings avec le chanteur de blink-182, Mark Hoppus et le chanteur de Good Charlotte, Joel Madden. 
Le groupe part pour une tournée américaine au printemps 2015 avec Issues, Tonight Alive et State Champs. Ils partagent ensuite une tournée au Royaume-Uni avec You Me At Six. 
Le 1er septembre 2016, le groupe dévoile un nouveau titre, Take Cover, qui est une piste de leur nouvel album live Straight to DVD II: Past, Present, and Future Hearts qui sortira le 9 septembre 2016.

### Last Young Renegade(2017 - 2019)
Le groupe signe chez Fueled by Ramen et annonce un nouveau single, Dirty Laundry, le 17 février 2017, pour leur nouvel album, Last Young Renegade, qui sortira le 2 juin 2017. Tegan and Sara apparaissent sur un titre de l'album.
Le groupe jouera 3 dates au Vans Warped Tour 2018. Le 28 septembre 2018, le groupe sort un EP, Everything Is Fine On Your Birthday, comprenant 2 titres, Everything Is Fine et Birthday. Pour les dix ans de leur troisième album Nothing Personal, il le réenregistre en studio et ce dernier sortira sous le nom de It's Still Nothing Personal: A Ten Year Tribute le 8 novembre 2019.

### Wake Up, Sunshine(depuis 2020)
Le 1er janvier 2020, le groupe réalise une vidéo pour marquer la fin de la période Last Young Renegade. Le même mois, il dévoile un nouveau titre, Some Kind of Disaster le 21 janvier 2020. Le 17 février 2020, le groupe annonce la sortie de leur huitième album studio, Wake Up, Sunshine, pour le 3 avril 2020, toujours avec le label Fueled by Ramen. On peut retrouver sur cet album la présence blackbear et The Band Camino.
Le 4 décembre 2020, le groupe sort une nouvelle version de la chanson Monsters, cette fois en featuring avec Demi Lovato et toujours blackbear. Le 15 mars 2021, ils interprètent ce titre dans l'émission The Ellen DeGeneres Show.
Un nouveau titre Once In a Lifetime, sort le 24 mars 2021. Le 30 juillet, c'est le titre PMA (pour Postmodern Anxiety) en featuring avec Pale Waves qui parait.  

## Membres

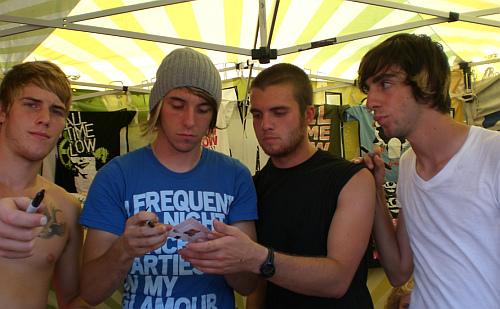
De gauche à droite : Zachary Merrick, Alex Gaskarth, Rian Dawson, et Jack Barakat.

### Membres actuels
- Alexander William Gaskarth - chant, guitare
- Jack Bassam Barakat - guitare, chœurs
- Robert Rian Dawson - batterie
- Zachary Steven Merrick - basse, chœurs

### Membres additionnels en tournée
- Matt Flyzik - chœur (2006-2013)
- Matt Colussy - guitare (2011-2013)
- Bryan Donahue - guitare, chœurs (depuis 2013)

## Discographie

### Albums studio
- 2005 : The Party Scene
- 2007 : So Wrong, It's Right
- 2009 : Nothing Personal
- 2011 : Dirty Work
- 2012 : Don't Panic
- 2015 : Future Hearts
- 2017 : Last Young Renegade
- 2020: Wake Up, Sunshine
- 2023: Tell Me I'm Alive

### EP
| Date de sortie (US) | Titre                                               | Label(s)             |
| ------------------- | --------------------------------------------------- | -------------------- |
| 1er octobre 2004    | The Three Words To Remember In Dealing With The End | Emerald Moon Records |
| 25 juillet 2006     | Put Up Or Shut Up                                   | Hopeless Records     |
| 28 septembre 2018   | Everything Is Fine On Your Birthday                 | Fueled by Ramen      |

### Singles
| Année | Titre                                                      | Album                               |
| ----- | ---------------------------------------------------------- | ----------------------------------- |
| 2005  | Circles                                                    | The Party Scene                     |
| 2006  | The Girl's A Straight-Up Hustler                           | The Party Scene                     |
| 2006  | Coffee Shop Soundtrack                                     | Put Up Or Shut Up                   |
| 2007  | Six Feet Under The Stars                                   | So Wrong, It's Right                |
| 2008  | Dear Maria, Count Me In                                    | So Wrong, It's Right                |
| 2009  | Weightless                                                 | Nothing Personal                    |
| 2009  | Damned If I Do Ya (Damned If I Don't)                      | Nothing Personal                    |
| 2011  | I Feel Like Dancin'                                        | Dirty Work                          |
| 2011  | Time-Bomb                                                  | Dirty Work                          |
| 2012  | The Reckless and the Brave                                 | Don't Panic                         |
| 2012  | Somewhere in Neverland                                     | Don't Panic                         |
| 2012  | For Baltimore                                              | Don't Panic                         |
| 2015  | Something's Gotta Give                                     | Future Hearts                       |
| 2015  | Kids in the Dark                                           | Future Hearts                       |
| 2017  | Dirty Laundry                                              | Last Young Renegade                 |
| 2017  | Good Times                                                 | Last Young Renegade                 |
| 2018  | Everything Is Fine                                         | Everything Is Fine On Your Birthday |
| 2018  | Birthday                                                   | Everything Is Fine On Your Birthday |
| 2020  | Some Kind of Disaster                                      | Wake Up, Sunshine                   |
| 2020  | Sleeping In                                                | Wake Up, Sunshine                   |
| 2020  | Getaway Green                                              | Wake Up, Sunshine                   |
| 2020  | Monsters (featuring Blackbear ou Blackbear et Demi Lovato) | Wake Up, Sunshine                   |
| 2021  | Once in a Lifetime                                         |                                     |
| 2021  | PMA (featuring Pale Waves)                                 |                                     |
| 2022  | Sleepwalking                                               | Tell Me I'm Alive                   |
| 2023  | Tell Me I'm Alive                                          | Tell Me I'm Alive                   |
| 2023  | Modern Love                                                | Tell Me I'm Alive                   |
| 2023  | Calm Down                                                  | Tell Me I'm Alive                   |